# Flacourtia latifolia
Flacourtia latifolia là một loài thực vật có hoa trong họ Liễu. Loài này được (Hook. f. & Thomson) T. Cooke mô tả khoa học đầu tiên năm 1901.